# کاستیلرویس
کاستیلرویس (به اسپانیایی: Castilruiz) یک دهستان در اسپانیا است که در سریا واقع شده‌است.

## خصوصیات
کاستیلرویس ۳۸ کیلومترمربع مساحت و ۲۸۵ نفر جمعیت دارد.